# Циолковский, Теодор
Теодор Циолковский (англ. Theodore J. (Joseph) Ziolkowski, 30 сентября 1932, Бирмингем, штат Алабама — 5 декабря 2020) — американский филолог-германист, специалист по сравнительному литературоведению. Член Американского философского общества.
Закончил бакалавриат (1951) и магистратуру (1952) Университета Дьюка. Продолжил учёбу в Инсбрукском университете, защитил диссертацию в Йеле (1957). С 1964 года — в Принстонском университете, с 2001 года — профессор эмеритус. В 1979—1992 годах декан факультета последипломного образования в Принстоне. Президент Modern Language Association (1985), приглашенный профессор в Йельском, Ратгерском, Бристольском, Мюнхенском университетах.
Член Американской Академии искусств и наук, член-корреспондент Немецкой академии языка и поэзии, Академии наук в Гёттингене. Иностранный членкор Австрийской академии наук (1992).
Специалист по немецкоязычной литературе и культуре от романтиков до Броха и Гессе. Труды переведены на немецкий, испанский и др. языки, удостоены различных премий.
Почётный доктор Грайфсвальдского университета. Офицер ордена «За заслуги перед Федеративной Республикой Германия». 

## Труды
- 1964. Hermann Broch
- 1965. The Novels of Hermann Hesse: Themes and Structures
- 1966. Hermann Hesse
- 1969. Dimensions of the Modern Novel: German Texts and European Contexts
- 1972. Fictional Transfigurations of Jesus (James Russell Lowell Prize of MLA)
- 1977. Расколдованные образы: Литературная иконология/ Disenchanted Images: A Literary Iconology
- 1979. Der Schriftsteller Hermann Hesse
- 1980. The Classical German Elegy, 1795—1950
- 1983. Varieties of Literary Thematics
- 1990. Немецкий романтизм и его институты/ German Romanticism and Its Institutions
- 1993. Virgil and the Moderns.
- 1997. The Mirror of Justice: Literary Reflections of Legal Crises (Christian Gauss Award of Phi Beta Kappa).
- 1998. Взгляд из башни: Истоки антимодернистского образа/ The View from the Tower. Origins of an Antimodernist Image.
- 1998. Das Wunderjahr in Jena: Geist und Gesellschaft, 1794/95
- 2000. Грех познания: Старые темы и новые вариации/ The Sin of Knowledge: Ancient Themes and Modern Variations.
- 2002. Berlin: Aufstieg einer Kulturmetropole um 1810
- 2004. Clio the Romantic Muse: Historicizing the Faculties in Germany (Barricelli Prize of International Conference on Romanticism)
- 2004. Hesitant Heroes: Private Inhibition, Cultural Crisis.
- 2005. Ovid and the Moderns (Robert Motherwell Award of Dedalus Foundation)
- 2006. Предвестники модерной эпохи: Культурная история раннего романтизма/ Vorboten der Moderne: Eine Kulturgeschichte der Fruehromantik
- 2007 Modes of Faith: Secular Surrogates for Lost Religious Belief
- 2008 Minos and the Moderns: Cretan Myth in Twentieth-Century Literature and Art
- 2008 Mythologisierte Gegenwart: Deutsches Erleben seit 1933 in antikem Gewand
- 2009 Heidelberger Romantik: Mythos und Symbol
- 2009 Scandal on Stage: European Theater as Moral Trial
- 2010 Die Welt im Gedicht. Rilkes Sonette an Orpheus II.4
- 2010 Dresdner Romantik: Politik und Harmonie
- 2012 Gilgamesh among Us: Modern Encounters with the Ancient Epic